# Отава (річка)
Отава (чеськ. Otava, нім. Wottawa) золотоносна річка в західній і південній Чехії, яка до кінця 19 століття була центром і віссю стародавнього краю Прахень. Це ліва притока Влтави, утворена злиттям Видри та Кремельної в Шумаві біля Ченькової Піли. Довжина русла 111,7 км. Площа водозбірного басейну становить 3840,0 км². Назва річки, ймовірно, має дослов'янське походження.

## Характеристика річки та ландшафту, по якому вона протікає
Річка протікає через міста Сушице, Гораждовіце, Страконіце, Пісек і в неї впадають річки Волинька (чеськ. Volyňka), Ломніце (чеськ. Lomnice) і Бланіце (чеськ. Blanice). Потім впадає у Влтаву нижче замку Звіков (чеськ. Zvíkov). Останні 19 км річки нижче Звікова є частиною водосховища Орлік, між Пісеком і Звіковом вона розташована нижче рівня 5 гребель. Від Сушиць до Пісека річка спочатку тече через злегка горбистий, а потім рівнинний ландшафт, від Пісека на північ вона прокладає свій шлях через глибоку долину.

## Великі притоки
- Losenice, праворуч, км 107,8
- Volšovka, зліва
- Ostružná, зліва, км 88,9
- Nezdický potok, справа
- Černíčský potok, зліва
- Mlýnský potok, зліва
- Březový potok, зліва, км 62,9
- Novosedelský potok, праворуч, км 60,5
- Kolčavka, зліва
- Volyňka, праворуч, км 54,6
- Řepický potok, зліва
- Zorkovický potok, праворуч
- Cehnický potok, праворуч
- Brložský potok, зліва
- Blanice, праворуч, км 32,8
- Lomnice, зліва, км 24,9

## Цікаві місця

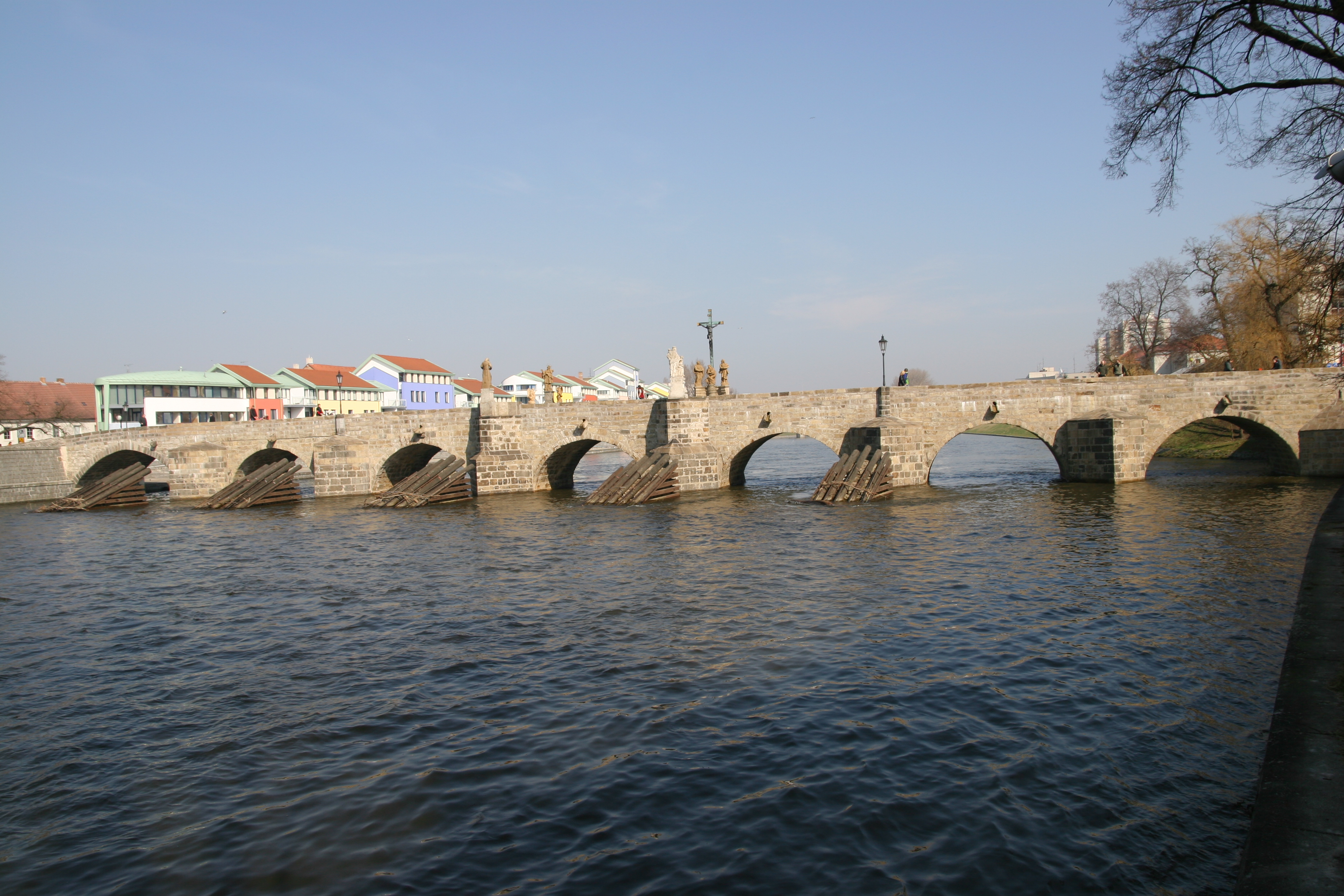

### Кам'яний міст у Пісеку
Через Отаву веде найстаріший збережений кам’яний міст у Чехії. Він розташований у королівському місті Пісек і датується 13 століттям. У 1954 і 2002 роках на річці були повені, і виникла загроза знесення історичного мосту.

### Найглибше місце
Найглибша точка річки лежить біля Пржеборовіце в Страконіку. Виміряна глибина склала 7,5 м.

### Затоплення
Водосховище, створене Орлицькою греблею, затопило місце злиття річок Отава і Влтава в 1959 році. Звис дамби сягає аж до Топінкової греблі у Врчовіце. Інші п'ять дамб зазвичай залишаються прихованими під водою U Cajsů, U Sulanů, Smetiprach, Jistec і Pod Zvíkovem. У 2015 році через сильну посуху вони спливли вперше, за винятком останньої перед злиттям.

## Використання

### Історичне використання річки
Отава вважається золотоносною річкою, на її берегах добували золото. У 18—19 ст. були поширені сплав лісу і лісосплав. Також тут ловили перли.

### Катання на човні
Отава має попит серед човнярів. Найпривабливіша та найскладніша верхня ділянка від Čeňka pila підходить лише для досвідчених веслувальників і закритих або надувних човнів і доступна лише при вищому рівні води. Крім того, тут діють часові обмеження, оскільки Оттава протікає через національний парк Шумава. З Радешова він судноплавний навіть для відкритих човнів з більш досвідченою командою, але в літні місяці води часто мало. Нижче Сушича характер течії знову змінюється, річка залишає Пошумаві та перестає бути гірським потоком. На цій ділянці переважають дуже помірні довгі пороги, і зазвичай тут судноплавно протягом усього року, тому більшість човнярів починають свою подорож саме звідси. Подальше заспокоєння течії відбувається під Гораждовіце, поблизу Катовіце, де Отава вже має характер рівнинної річки. Під Пісеком починається рівень водоcховища Орлик.

### Млини
Млини розташовані за течією річки.
- Kotrhův mlýn — Sušice, округ Klatovy, культурна спадщина
- Podzámecký mlýn — Horažďovice, округ Klatovy, культурна спадщина
- Podbranský mlýn — Horažďovice, округ Klatovy, культурна спадщина
- Tlučkův mlýn — Borečnice, округ Písek

## Фотогалерея

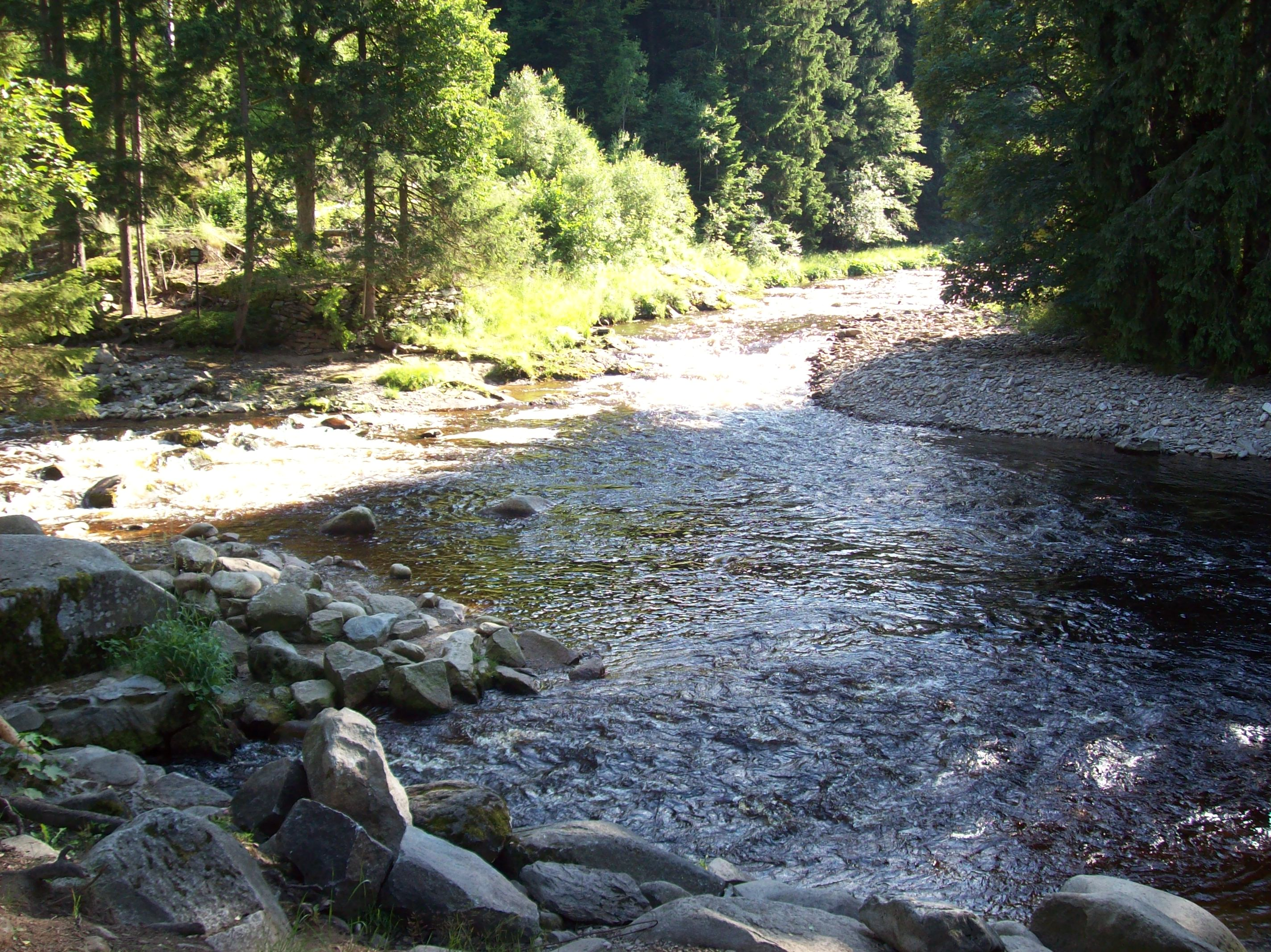
Початок Отави – злиття Видри та Кремельної
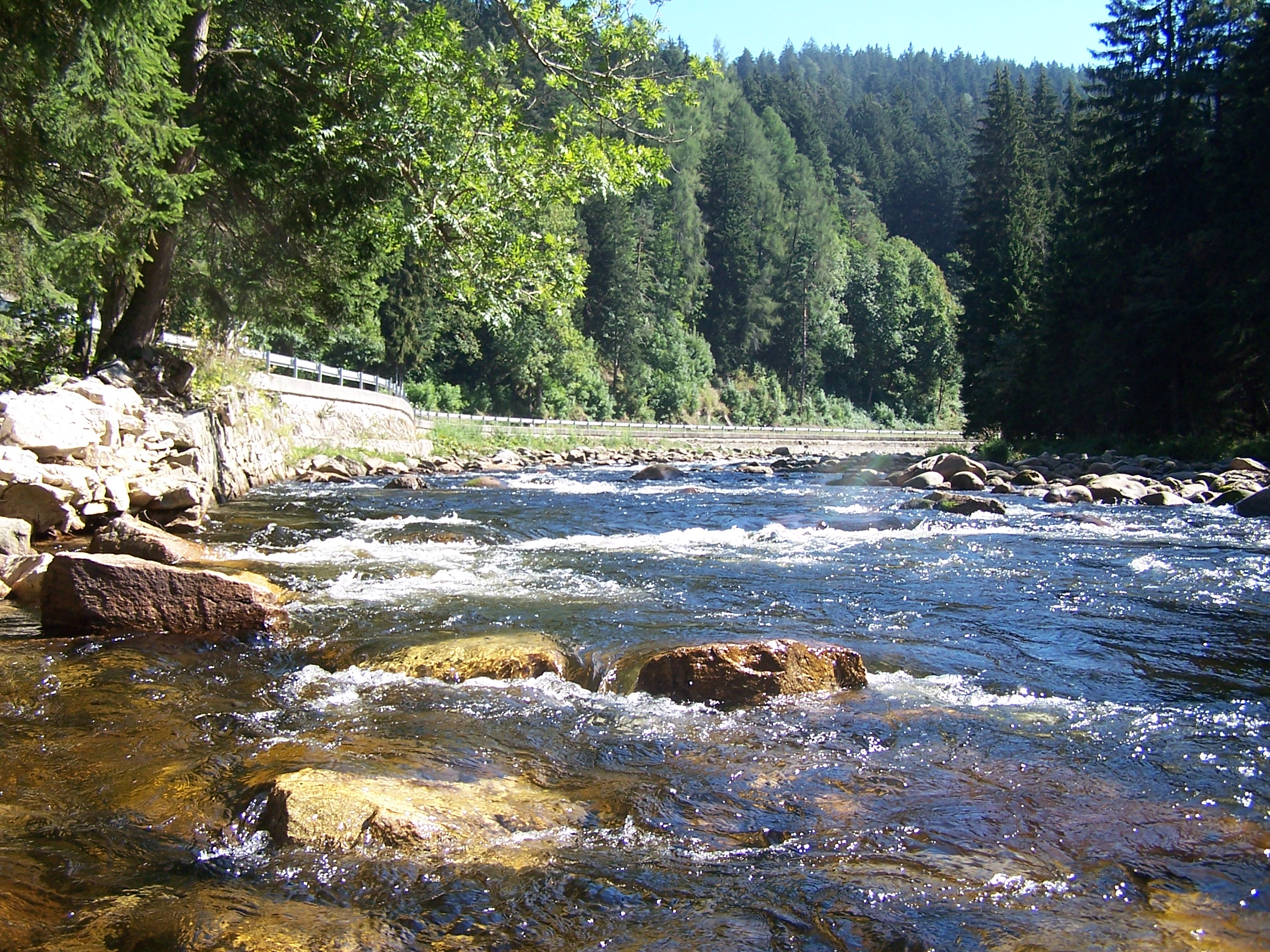
Перекат у верхній течії Оттави
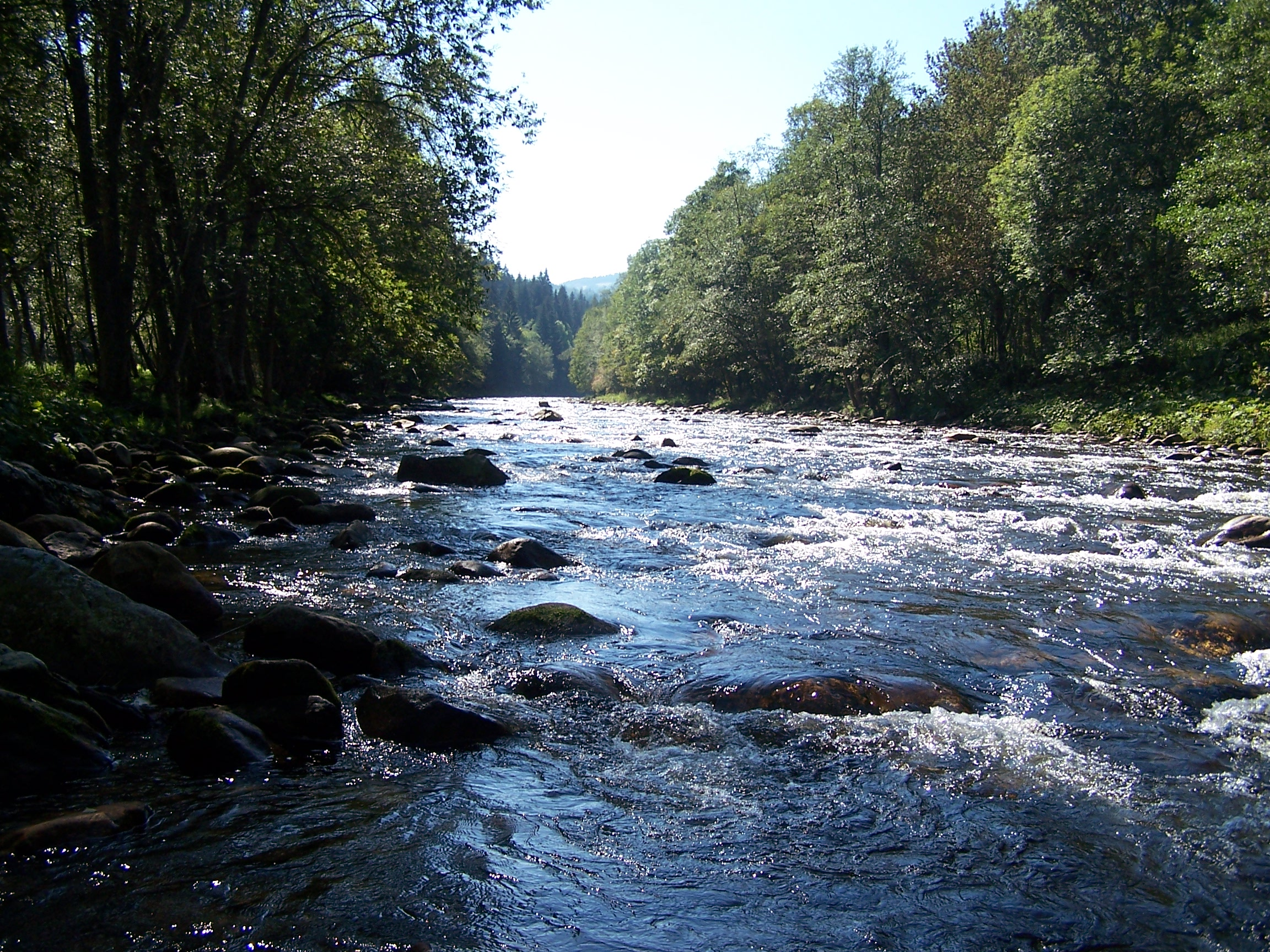
Отава над Рейштейном
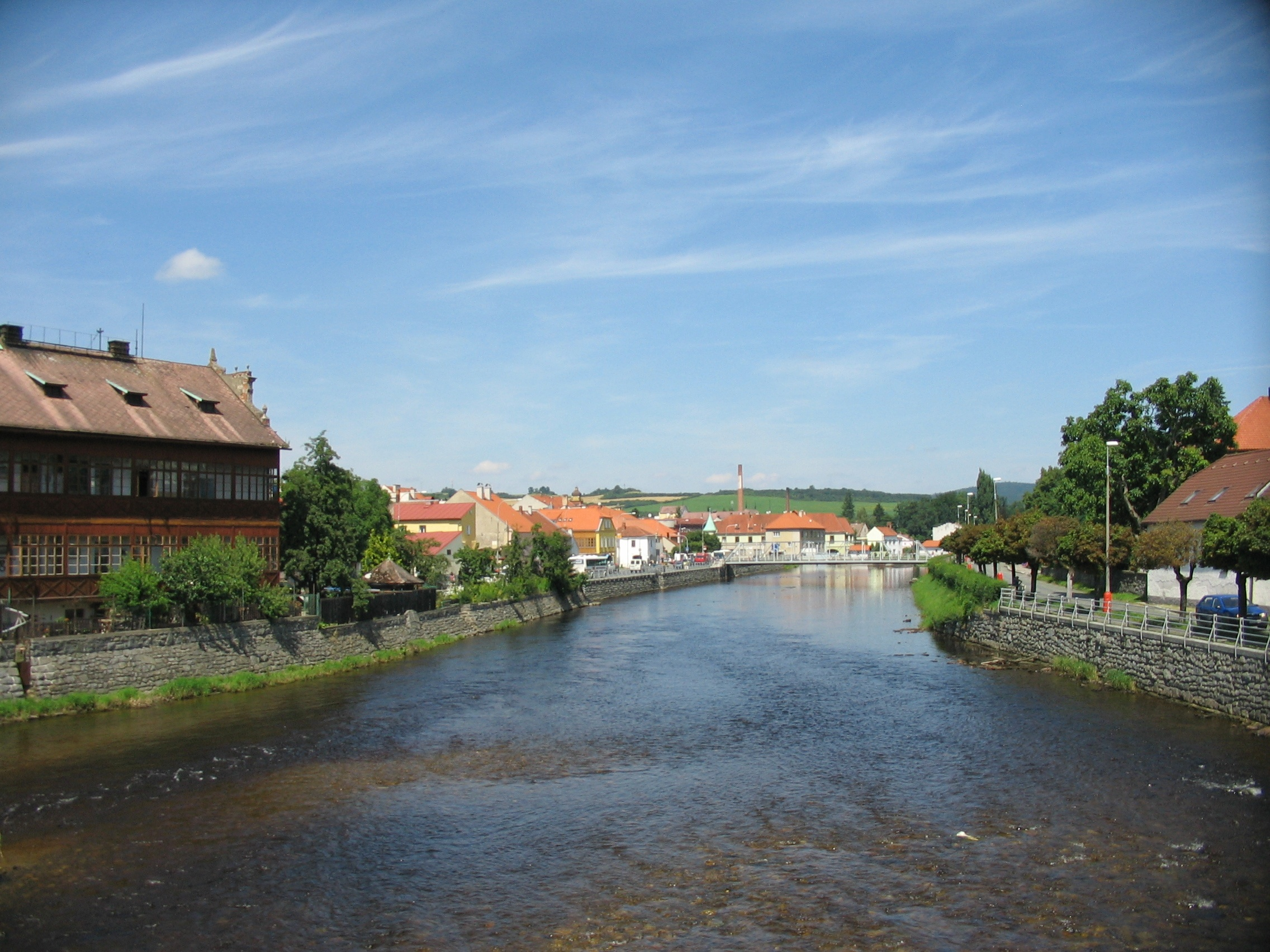
Отава в Сушице
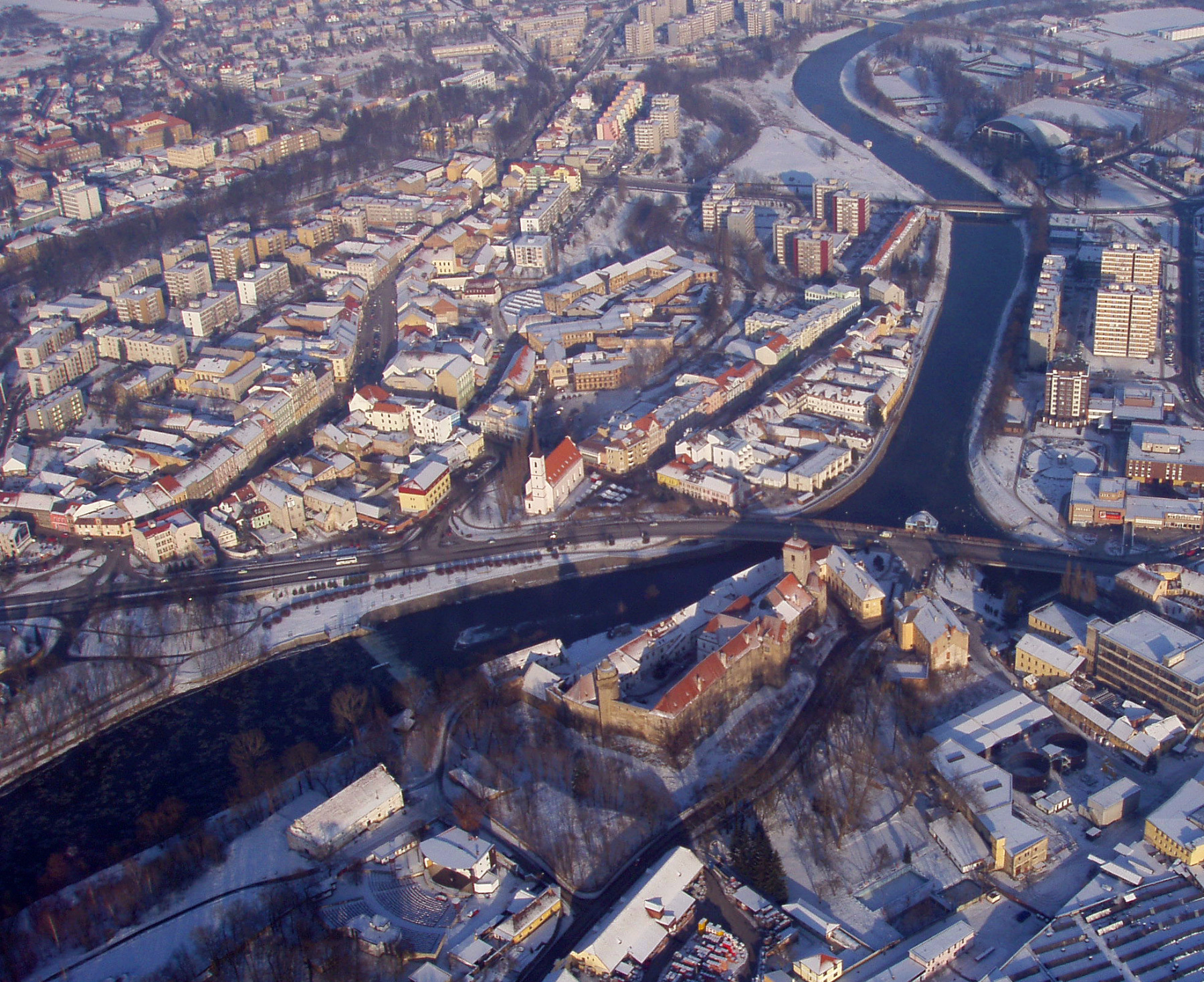
Злиття Отави з Волинькою в Страконицях
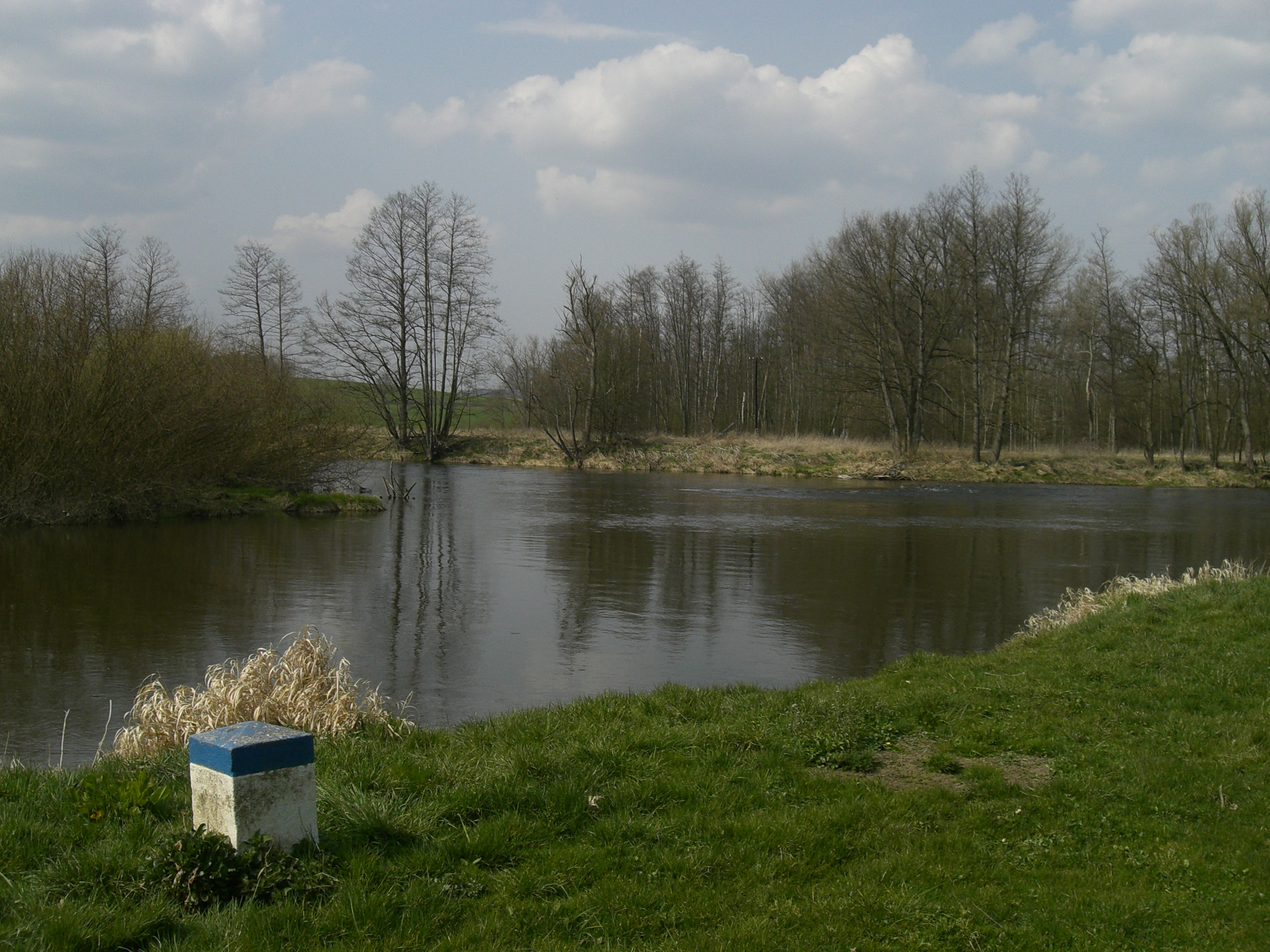
Злиття Отави з найбільшою притокою: Бланіце (на фото спереду)
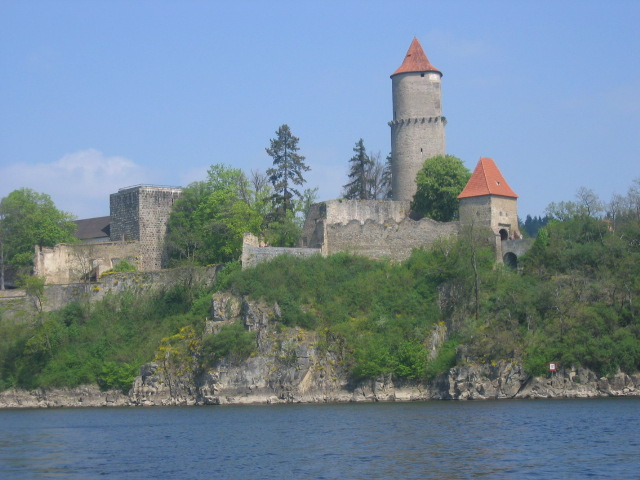
Підйом рівня Отави біля Звікова